# ارث

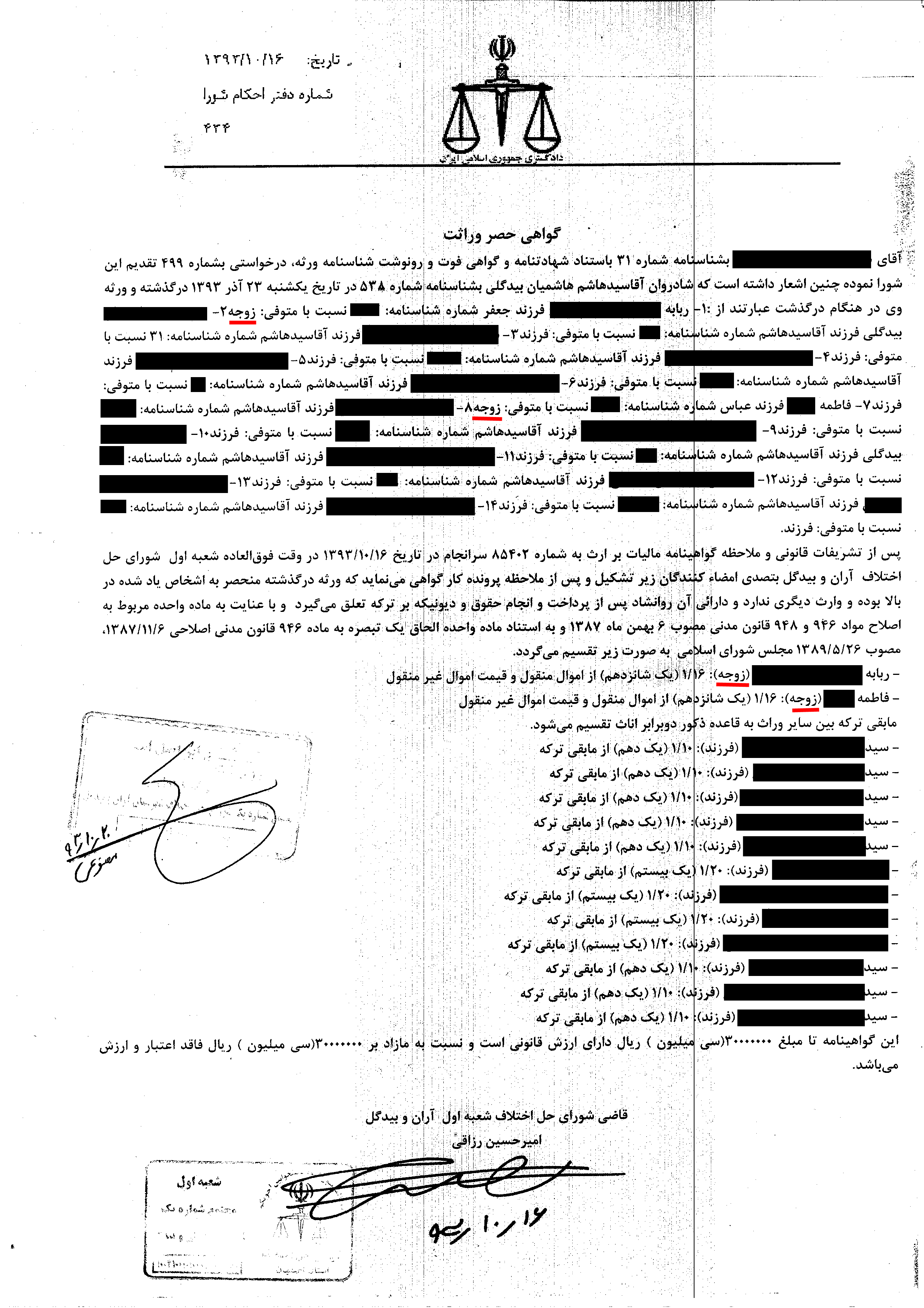
یک عدد گواهی انحصار وراثت فردی که تعدد زوجات داشته‌است

ارث به کلیه اموال، عنوان‌ها، بدهی‌ها، حقوق و وظایف شخص پس از مرگش گفته می‌شود که به شخص دیگری منتقل می‌گردد. ارث به مدت طولانی نقش اساسی در جوامع بشری داشته‌است. مجموعه قوانین انتقال ارث در جوامع مختلف متفاوت و در طول زمان تغییرات بسیاری کرده‌است.
در دوران حکومت فراعنه مصر، ثروت حاصل از کار افراد، ملک پادشاه بود و پس از مرگ هر انسان، تمام ثروت او در اختیار پادشاه قرار می‌گرفت و در یونان قدیم نیز، اموال و ثروت انسان‌ها ملک عموم جامعه بود و هر انسان نماینده جامعه در اداره آن‌ها تلقی می‌شد و لذا ارث او هم پس از مرگ در اختیار جامعه قرار می‌گرفت و «پسر ارشد» نمایندگی جامعه را در اداره میراث متعهد می‌شد. مصریان هم بمانند یونانیان در دوره دوم ارتقای فرهنگی خویش به این نتیجه رسیده بودند که نمی‌توان دل‌بستگی شدید هر انسان را به اموال و دست رنج خویش و فرزندان خود را نادیده گرفت. بی‌توجهی حکومت به این واقعیت انگیزه کار و تلاش را نابود ساخته و بذر خصومت و عناد را در قلوب مردم می‌کارد؛ لذا قانون انتقال میراث را به بزرگ‌ترین پسرِ میت را، تصویب و اجرا کردند. در نتیجه پادشاه باکوربوس در قرن هشتم ق. م قانون انتقال ارث به بزرگ‌ترین فرزند پسر را تصویب کرد و در نتیجه در مصر قدیم نیز، ترکه متوفی به پسر بزرگ‌تر منتقل می‌شد و برادران و خواهران دیگر، می‌بایست زندگی مشترکی را به ریاست برادر ارشد داشته باشند؛ ولی به‌هرحال در هردوی مصر و یونان، زنان از ارث بردن محروم بودند. در انگلستان نیز تا چندی قبل، تمامی ماترک پدر، تنها به پسر ارشد منتقل می‌شد و اگر متوفی فرزند ارشد پسر نداشت، ارث منحصر به فرزندان ذکور بود.در حال حاضر نیز متأسفانه در بعضی شهرستان ایران تیز مناطق روستایی هستند که هنوز قوانین برای خود وضع کردند که فرزند ذکور فقط ارث می‌برند. در قانون کشور ما اگر فرزند، منحصر به یکی باشد پسر یا دختر تمام ترکه به او می‌رسد. اگر اولاد متعدد باشند همه پسر، یا همه دختر باشد، ترکه بین آنها بالسویه (مساوی) تقسیم می‌شود. اگر اولاد متعدد باشند و بعضی از آنها پسر و بعضی دختر، پسر دو برابر دختر می‌برد.

## ارث در ادیان

### قوانین یهود
میزان ارث هر یک از وراث و به صورت خاص ارث زن جنبه توافقی دارد و هر پدری قبل از مرگ می‌تواند با تنظیم وصیت‌نامه سهم ارث هر یک از وراث را با شرایطی تعیین نماید ملاک ارث در ایران امروز به دنبال اصلاحیه سال ۱۳۵۶ می‌باشد؛ که با خواست یهودیان ایران و تأیید ریشون لصیون اجرا می‌گردد که البته قابل تغییر است.
در ایران سهم الارث دختر نصف پسر می‌باشد.

### قوانین اسلام
دنیای قبل از اسلام، برای زن حقوق ارثی مستقل و مسلّمی قائل نبودند، یا اصلاً به او ارث نمی‌دادند یا اگر می‌دادند به‌صورت سهم قطعی و مفروض نبود؛ بلکه احتمال داشت که به‌عنوان وصیت، مالی را برای زن بگذارند. به دیگر عبارت، محرومیت زن از ارث، سنت رایج و حاکم بر ادیان قبل از اسلام بود. مطابق با قوانین اسلامی، ارث بین فرزندان پسر و دختر به صورت ۲ سهم برای پسر و یک سهم برای دختر تقسیم می‌شود. چنانچه پدر و مادر وارث باشند سهم آن‌ها نیز به صورت ۲ به ۱ خواهد بود. در صورت مرگ پدر و وجود فرزندان و مادر، ارث مادر ۱ قسمت از ۸ قسمت کل دارایی‌ها خواهد بود.
ارث و دیه زن همیشه نصف مرد نیست، بلکه در برخی موارد مساوی مرد و در برخی موارد نیز بیشتر از مرد است.

### قوانین دین مسیحیت
انجیل شریعت و قانون و فقه مستقل و مشخصی را ارائه نکرده و لذا پاپ های کلیسا مسیحیان را به شریعت یهود ارجاع دادند

### قوانین دین زرتشت
در اوستا، اشاره ای به ارث زنان نشده‌است. اما در فقه امروزی زرتشتیان، زن، مستحق یک ششم میراث شوهر، و دختر، مستحق نصف سهم پسر از ارث شناخته شده‌است.طبق آیین زرتشت هرگاه ورثه عبارت باشند از زوجه و دو دختر و یک پسر، زوجه سهم معینه خود را از ماترک برداشته و بقیه را نصف جهت ازدواج دو دختران و نصف دیگر بهره پسر خواهد بود اگر مردی با بیوه ای که دارای فرزند است ازدواج کند و از آن زن صاحب اولاد گردد در صورت فوت مرد، نافرزندان او از ماترکش ارث نمی‌برند ولی زن یک سهم و پسران خودش دو سهم و دختران او یک سهم از ماترک او ارث خواهند برد. البته در آیین زرتشتی و در دوره ساسانیان دختری که شوهر دارد واجد این شرایط نیست از ارث محروم است